# برازش گراف
در گراف نشاندن گراف {\displaystyle G} بر روی سطح Σ نمایش {\displaystyle G} بر روی Σ است که نقطه‌های Σ به راسهای گراف و منحنی‌های Σ (همسان‌ریختی تصویری در بازه [0,1]) به یالهای گراف متناظر شده‌اند به طوریکه:
- انتهای منحنی که به یال آ تخصیص یافته نقاطی هستند که به دو راس انتهایی آ تخصیص یافته‌اند.
- هیچ منحنی شامل نقطه ای نمی‌شود که به راسی دیگر غیر از راسهای دو انتهای یال متناظرش تخصیص داده شده باشد.
- هیچ دو منحنی نقطه مشترکی ندارند که در داخل یکی از آن‌ها باشد.

در این تعریف سطح فشرده و همبند و ۲-خمینه است.